# المؤتمر الشعبي الوطني (المالديف)
المؤتمر الشعبي الوطني (بالديفهي: ޕީޕަލްސް ނެޝެނަލް ކޮންގްރެސް)‏ هو حزب سياسي في جزر المالديف تأسس في يناير 2019. قاد تشكيل الحزب الرئيس السابق عبد الله يمين، الذي ترك الحزب التقدمي في جزر المالديف بسبب خلاف مع قيادة الحزب.
بدعم من عبد الله يمين أسس الحزبَ النائبُ عبد الرحيم عبد الله، وانضم أيضا إليه النائب عبد الله خليل. ثم أصبحا رئيسًا ونائبًا لرئيس الحزب، على التوالي، بعد فترة وجيزة.

## تاريخ
شكل الحزب تحالفًا مع حزب المؤتمر الشعبي في 2 فبراير 2019، وعمل معًا باسم «تحالف الكونغرس التقدمي».
وفاز الحزب بثلاثة مقاعد في مجلس النواب التاسع عشر، وهي نائبا الرئيس محمد سعيد (دائرة مآفة) وآدم شريف عمر (دائرة مادوفاري) وإبراهيم فضل الرشيد (دائرة فيليدهو). فقد زعيم الحزب المؤقت عبد الرحيم عبد الله مقعده في دائرة فونادهو.
ومن المقرر أن يعقد الحزب مؤتمره الوطني الافتتاحي في أواخر أبريل 2019، حيث سيتم إجراء التعيينات للمناصب الحزبية كاملة المدة.[بحاجة لتحديث]

## نتائج الانتخابات

### مجلس الشعب
| السنة | قائد الحزب          | الأصوات | التصويت% | المقاعد |
| ----- | ------------------- | ------- | -------- | ------- |
| 2019  | عبد الرحيم عبد الله | 13.931  | 6.63     | 3 / 87  |

## روابط خارجية
- congress_mv على تويتر.